# Myrmecaelurus xanthoptera
Myrmecaelurus xanthoptera is een insect uit de familie van de mierenleeuwen (Myrmeleontidae), die tot de orde netvleugeligen (Neuroptera) behoort. 
Myrmecaelurus xanthoptera is voor het eerst wetenschappelijk beschreven door Fraser in 1950.